# استیون فراست
استیون فراست (انگلیسی: Stephen Frost؛ زادهٔ ۲۸ دسامبر ۱۹۵۵) بازیگر و کمدین اهل بریتانیا است. وی از سال ۱۹۸۰ میلادی تاکنون مشغول فعالیت بوده‌است.
از فیلم‌ها یا مجموعه‌های تلویزیونی که وی در آن‌ها نقش داشته‌است، می‌توان به بلک‌ادر اشاره نمود.